# Bokenäs tegelbruk

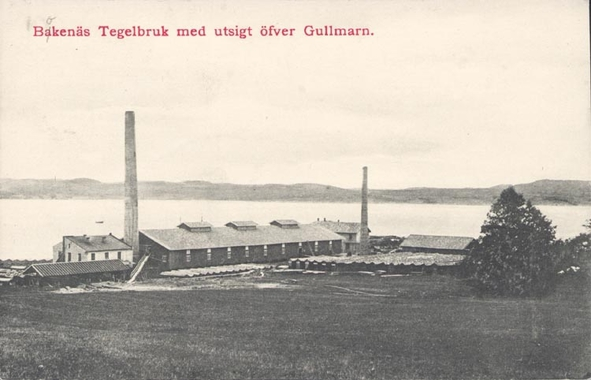
Bokenäs Tegelbruk - Omkring 1898

Bokenäs tegelbruk fanns mellan 1898 och 1963 i Jordfall i Bokenäs socken i Uddevalla kommun.
Ursprungligen var det ett gårdsbruk under Jordfall och et var ett så kallat handsbruk till 1902 då det mekaniserades. Det var igång främst sommartid, men ibland längre från april till december, och sysselsatte säsongsarbete som på 1910 översteg 100 personer.
Tegeltillverkningen bestod av mur- och taktegel samt dräneringsrör.
2 november 1972 sprängdes brukets skorsten.

## Bildgalleri

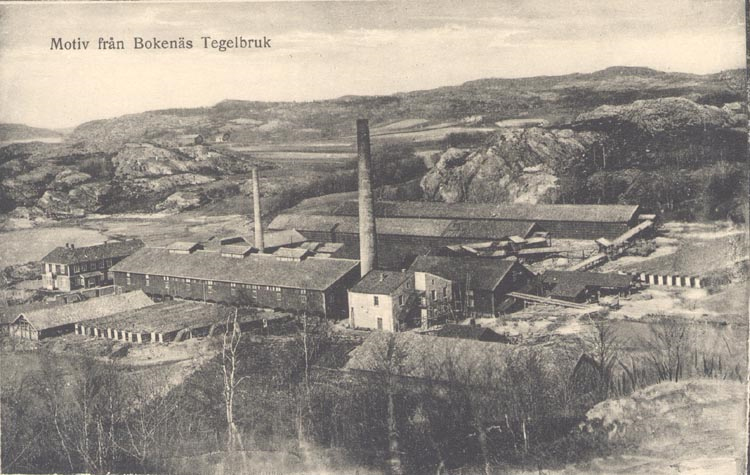
Motiv från Bokenäs tegelbruk
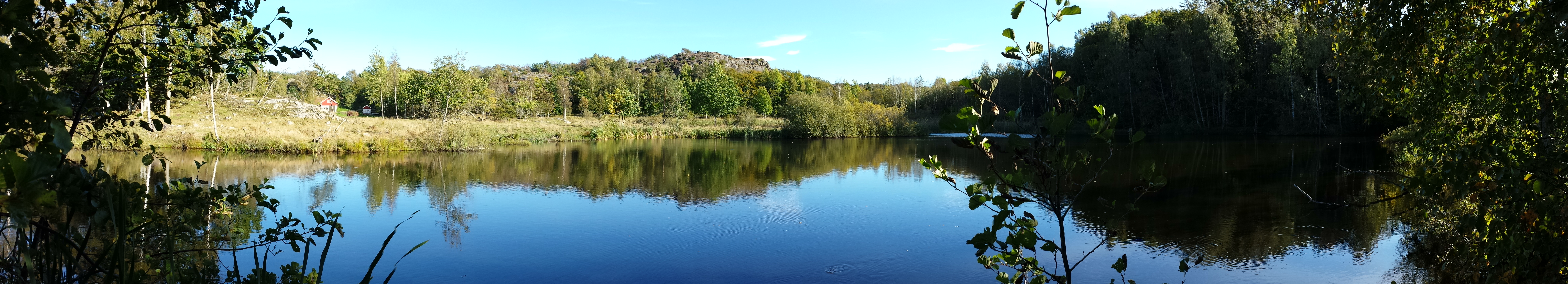
Det var här leran grävde fram som sedan transporterade på räls upp till linbanan. Det sägs att de dumpade hela grävskopan ner i vattnet när bruket stängdes.
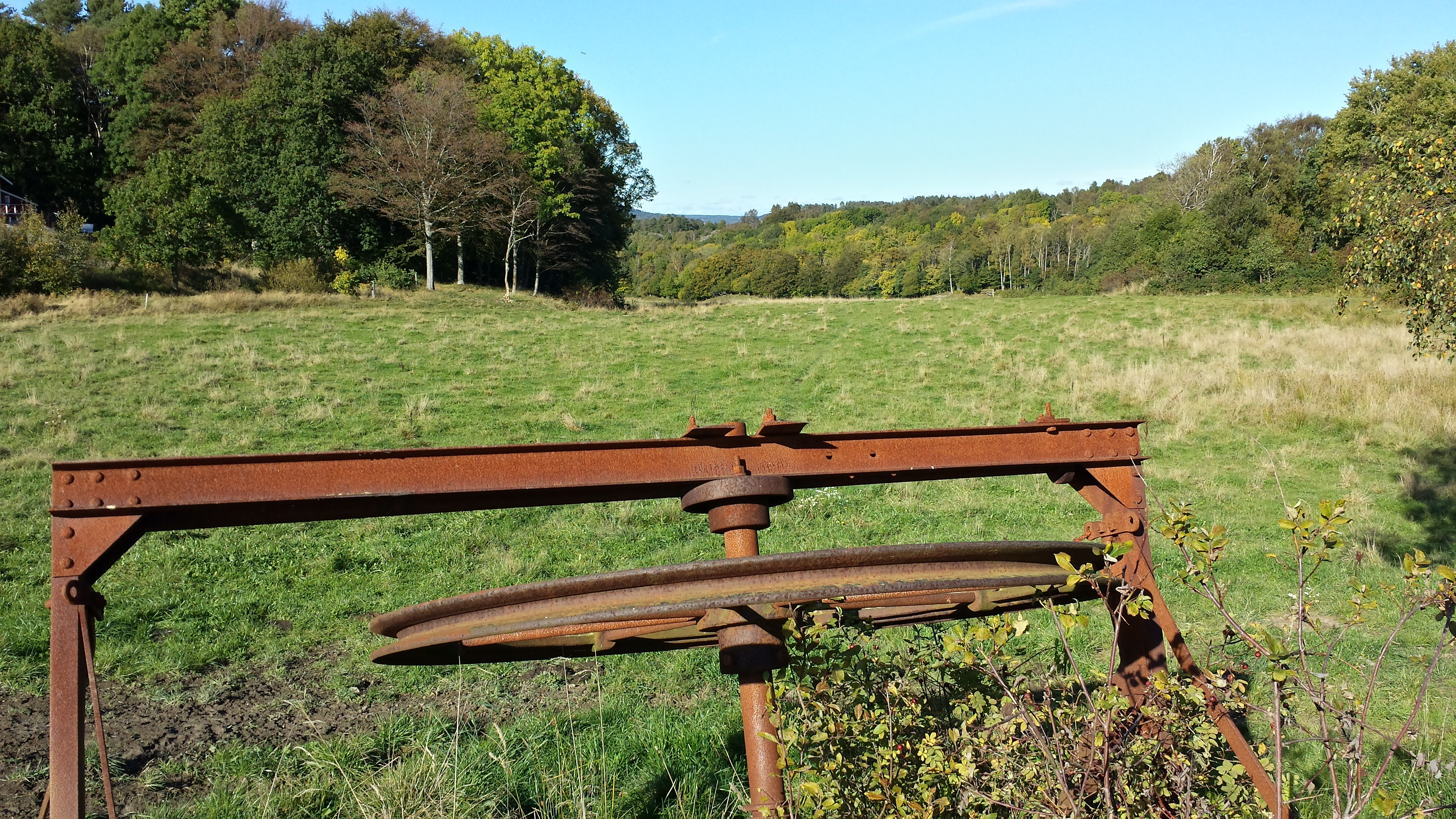
Det som idag finns kvar av linbanan som fraktade ner leran till bruket. Leran fraktades från den lilla sjön som grävdes ut för att få tag i leran, fraktades sedan hit för att sedan avsluta på linbana ner till bruket.
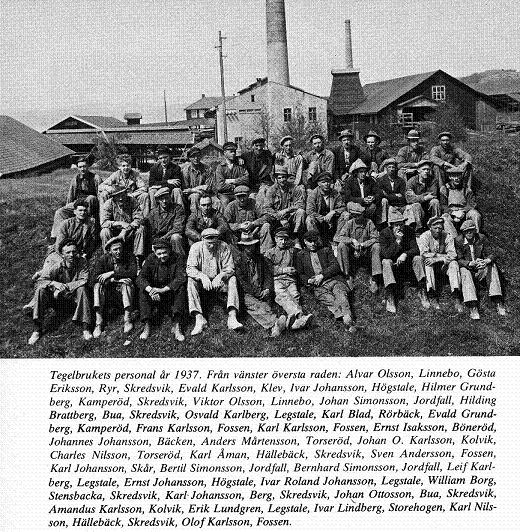
Tegelbrukets personal 1937